# Attilio Ariosti
Attilio Malachia Ariosti (Bologna, 5 novembre 1666 – Londra, 1729) è stato un compositore, cantante e organista italiano, virtuoso di violoncello e Viola d'amore.

## Biografia
Attilio Ariosti, nato nel 1666 in una famiglia della media borghesia, divenne frate all'età di 22 anni (1689) nell'Ordine dei Servi di Maria prendendo il nome di frate Ottavio, anche se la sua permanenza nell'ordine religioso fu di breve durata. Intraprese lo studio del violoncello e successivamente fu organista nella Basilica di Santa Maria dei Servi di Bologna.
Nel 1694 (Ancora sotto il nome di Attilio Ottavio) pubblicò una raccolta di 12 sonate intitolate "Divertimento da camera a violino e violoncello". Due anni dopo collaborò al dramma pastorale "Il Tirsi" e compose la "Dafne", quindi chiese ed ottenne il permesso di lasciare l'ordine religioso per lavorare come compositore di corte del Duca di Mantova.
Nel 1697 si trasferì a Berlino chiamato come maestro di cappella dall'Elettrice di Brandeburgo Sofia Carlotta, dal 1701 regina di Prussia. Nel 1701 portò in scena La fede ne' tradimenti. L'ultima sua opera rappresentata a Berlino fu Marte e Irene del 1703, . Essendo stato richiamato in Italia, partì da Berlino e soggiornò a Vienna fino al 1711; qui compose molte opere e oratori, come I gloriosi presagi del Scipione Africano del 1704, il poemetto drammatico La Placidia (1709) e gli oratori La profezia d'Eliseo nell'assedio di Samaria (1705) e La passione di Cristo (1709). Fu nominato agente generale dell'Austria per l'Italia. Espulso dallo Stato pontificio per questioni morali, nel 1716 si trasferì in Inghilterra, dove ottenne grandissimo successo.  Insieme a Georg Friedrich Händel e Giovanni Bononcini diresse la Royal Academy of Music. Qui furono rappresentate diverse sue opere: Coriolano (1723), Vespasiano (1724), Artaserse (1724), Dario (1725), Lucio Vero (1726) e Teuzzone (1727). Fu virtuoso di viola d’amore, e in questo ruolo si esibì in un intermezzo dell'Amadigi di Gaula di Händel. A Londra nel 1724 pubblicò una Collection of Cantatas, and Lessons for the Viola d'Amour.
Compositore soprattutto di opere, Attilio Ariosti è ricordato anche fra i maggiori compositori per viola d'amore, strumento per cui ha lasciato, oltre alla citata Collection, anche una serie di pezzi sparsi, riuniti sotto il nome "Sonate di Stoccolma", essendo il manoscritto conservato nella Statens Musikbibliotek di Stoccolma. 
Morì a Londra nel 1729.

## Opere
Musica teatrale (opere, serenate, balletti)
Circa 25 opere teatrali (molte perse o conosciute solo tramite pubblicazioni di arie scelte), fra cui:
- La festa del Himeneo - balletto (Berlino, 1700)
- Atys, o L'inganno vinto dalla costanza (Der bestrafte Betrug des Schaefers Atys) - favola pastorale (Berlino, 1700)
- La fede nei tradimenti - opera (Berlino, 1701)
- Marte e Irene - (Berlino, 1703)
- I gloriosi presagi del Scipione Africano - (Vienna, 1704)
- La profezia d'Eliseo nell'assedio di Samaria - (Vienna, 1705)
- Marte placato - (Vienna, 1707)
- La gara delle antiche eroine ne' campi elisi - (Vienna, 1707)
- Amor tra nemici - (Vienna, 1708)
- La Placidia - (Vienna, 1709)
- Caio Marzio Coriolano - opera (Londra, His Majesty's Theatre, 1723).
- Vespasiano - dramma per musica in 3 atti, libretto di Nicola Francesco Haym (His Majesty's Theatre di Londra, 1724, con Francesca Cuzzoni, Francesco Bernardi, Giuseppe Maria Boschi).
- Artaserse - (Londra, 1724)
- Dario (Londra, 1725)
- Lucio Vero - (Londra, 1726)
- Teuzzone - (Londra, His Majesty's Theatre, 1727)

Oratori
- La Passione, libretto di C. Arnoldi (Modena, 1693; Vienna, 1709)
- Santa Rodegonda, regina di Francia, libretto di Giambattista Taroni (Bologna, 1694)
- Dio sempre grande, libretto di A. Gargiera (Mantova, 1696), perduto
- La madre de' Maccabei (Vienna, 1704)
- Le profezie di Eliseo nell'assedio di Samaria, libretto di Giambattista Neri (Vienna, 1705; Bologna, 1705)
- Nabucodonosor, libretto di Pietro Antonio Bernardoni (Bologna, 1706)

Cantate
- 6 cantate pubblicate a stampa (London, 1723-1724)
- numerose cantate tramandate manoscritte

Musica strumentale
- Divertimenti da camera a violino e violoncello (Bologna, Fagnani, 1695)
- 6 Lezioni per viola d'amore e basso continuo (London, 1723-1724)

- Recueil de Pièces pour la Viol d'Amour (57 movimenti per viola d'amore), copia manoscritta di Johan Helmich Roman, Stockholm, Statens Musikbibliothek.
- Concerti da camera (pubblicati probabilmente ad Amsterdam, 1700) perduti

Stesura di libretti
- Gli amori di Polifemo / Les Amours de Polyphème, dramma per musica, 1702, musicato da Giovanni Bononcini.